# John Nash (architekt)

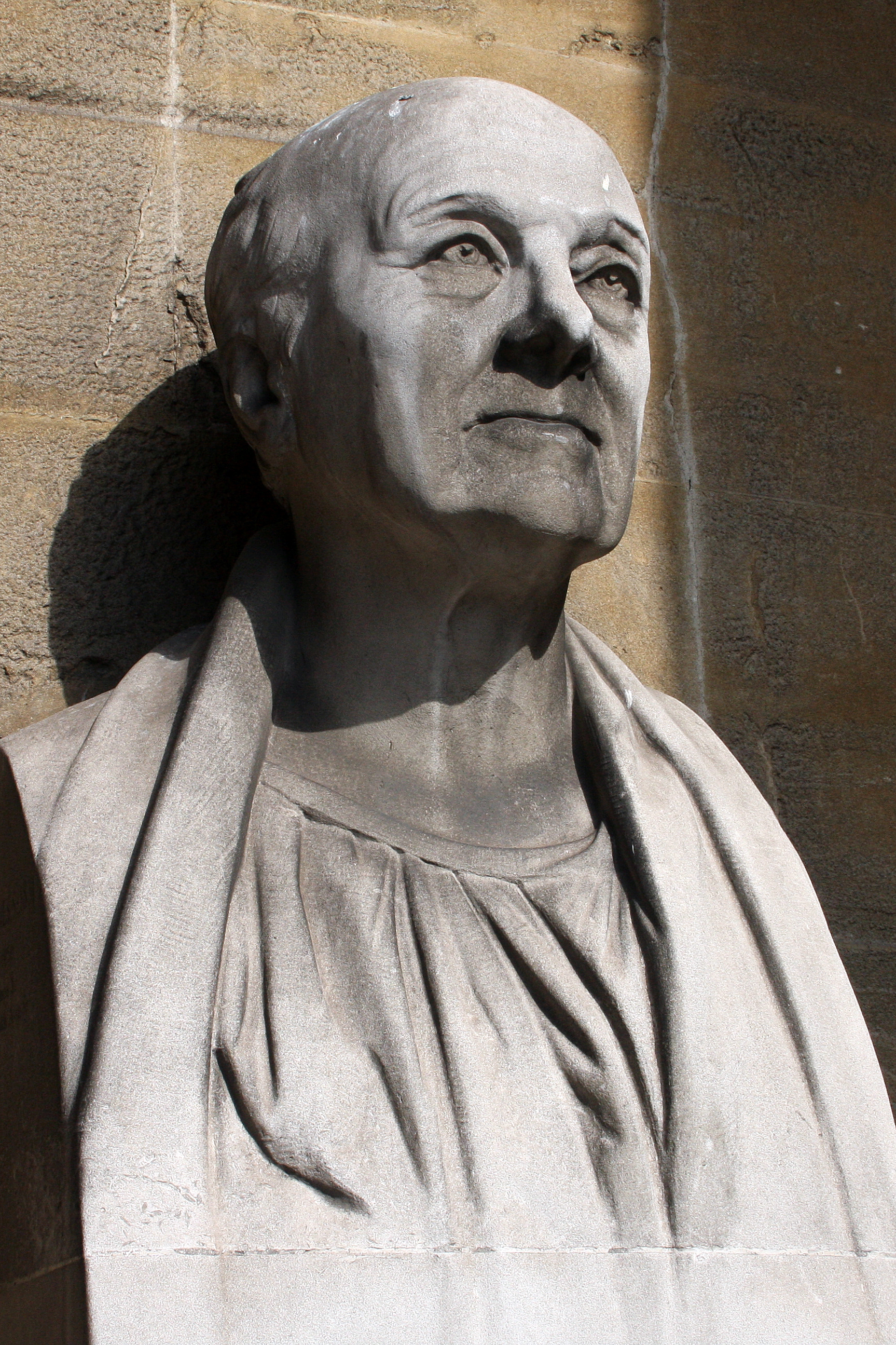
John Nash

John Nash (18. leden 1752 – 13. květen 1835) byl anglický architekt a autor většiny staveb postavených v Londýně v regentském slohu.
Nashovy architektonické návrhy upoutaly prince regenta (později britského krále Jiřího IV.), který ho roku 1811 najal, aby navrhl úpravu území známého jako Marlylebone park. Nashův plán realizovaný od roku 1818 zahrnoval výstavbu Regent Street, Regent's Parku a úpravu okolních ulicí, teras a množství elegantních vil a domků. Nash byl později i architektem královského pavilónu v Brightonu, který se dochoval až do současnosti a jehož vzorem byl Tádž Mahal.
Nash byl také ředitelem společnosti Regentského kanálu založené roku 1812, která měl a zajistit vybudování vodní cesty spojující západní Londýn s Temží. Nash navrhl, aby kanál vedl kolem severního okraje Regent's Parku a jako i u jiných projektů nechal zpracování konkrétních detailů jiným architektům. První část regentského kanálu byla otevřena roku 1816.
Dalšími zakázkami v Londýně byla přestavba Buckinghamského domu na honosnější Buckinghamský palác, rekonstrukce královských stájí a Mramorový oblouk.
Mezi Nashovy londýnské a brightonské projekty patří například Trafalgarské náměstí, St. James's Park, královský pavilón, Haymarket Theatre, Chester Terrace, Carlton House Terrace a Cumberlan Terrace.